# Hôtel de Rohan
L'Hôtel de Rohan, costruito dall'architetto Pierre-Alexis Delamair, a partire dal 1705, per la famiglia de Rohan, ospita oggi, con l'annesso Hôtel de Soubise, parte dell'Archivio Nazionale. Questo monumento, situato all'angolo tra rue Vieille du Temple e rue des Quatre Fils, è stato classificato come monumento storico dal 27 novembre 1924.

## Storia

### L'Hôtel de Rohan sotto i quattro cardinali
Armand-Gaston-Maximilien de Rohan, figlio della principessa di Soubise, vescovo di Strasburgo dal 1704 e futuro cardinale di Rohan, fece costruire, a partire dal 1705 dall'architetto Pierre-Alexis Delamair, un palazzo su un terreno adiacente all'Hôtel de Soubise, occupato dai suoi genitori.
Dopo la morte di Armand-Gaston nel 1749, tre cardinali di Rohan e vescovi di Strasburgo vissero successivamente in questo palazzo.
Primo fra tutti Armand de Rohan-Soubise, nipote di Armand-Gaston de Rohan che gli succede e prese il nome di cardinale de Soubise. Fu lui a far completare il cortile delle scuderie dal suo architetto, Saint-Martin.
Dopo di lui venne, nel 1756, Louis-Constantin de Rohan-Montbazon, ex capitano della marina, entrato negli ordini, vescovo-principe di Strasburgo nel 1756, cardinale nel 1761, morto nel 1779.
Successore, nell'Hôtel de Rohan e nel vescovado di Strasburgo, fu suo cugino, Louis-René-Edouard de Rohan, che sarebbe stato cardinale e gran cappellano di Francia, e, nel 1785, una delle vittime della truffa della collana della regina.

### Dopo la Rivoluzione
Durante la Rivoluzione, l'Hôtel de Rohan fu posto sotto sequestro e i mobili dispersi, in particolare la ricchissima biblioteca, situata al piano terra, parte della quale è ora riunita nella Bibliothèque de l'Arsenal.
L'Hôtel de Rohan seguì le sorti dell'Hôtel de Soubise e fu acquistato dallo Stato, per ordine di Napoleone Bonaparte, nel 1808, dove nel 1809 venne trasferita la Imprimerie Nationale, poi reale, poi nazionale.
Inserito, all'inizio della sua costituzione, nel quadrilatero dell'Hôtel de Rohan, su un lotto di 8 000 m2, continuò ad espandersi su tutti i lotti ancora privi di fabbricati, arrivando a coprire più di 10 000m2 intorno al 1920. Il giardino dell'hotel venne poi ricoperto da laboratori, che nascondono la sua facciata occidentale, al piano terra.
Gli spazi interni dell'hotel vennero utilizzati come uffici, venne rimossa gran parte della boiserie e la scala principale fu quasi interamente demolita per consentire l'installazione di uffici al suo posto. L'Imprimerie Nationale finì per rimanere senza spazio, in locali inadatti alle sue attività.
Le facciate dell'edificio principale dell'Hôtel de Rohan sono classificate come Monumenti Storici per decreto del 27 novembre 1924. Sono elencati anche il grande vestibolo, al piano terra dell'edificio principale, il grande soggiorno al primo piano, accanto al Cabinet des Singes ( già classificato dal 1900), l'arco dello scalone principale distrutto e la scala di sinistra, con rampe blasonate, che porta al secondo piano.
Quando l'Imprimerie Nationale lasciò i locali, nel 1927, per stabilirsi nei locali costruiti per essa rue de la Convention, il direttore degli Archivi di Francia, Charles-Victor Langlois, si batté per salvare il tutto e farlo attribuire agli Archivi Nazionali. A tal fine pubblicò, nel 1922, una storia e una dettagliata descrizione dei luoghi.

### L'Archivio Nazionale all'Hôtel de Rohan
il 25 novembre 1926, il Senato adottò l'articolo unico di una legge che salvò l'Hôtel de Rohan dalla distruzione. La legge venne promulgata il 4 gennaio 1927, e il decreto di assegnazione all'Archivio Nazionale il 22 gennaio 1927. Secondo la legge del 9 dicembre 1927 e della legge finanziaria del 27 dicembre successivo, nel bilancio dell'Amministrazione delle Belle Arti vennero iscritti rispettivamente stanziamenti per un importo di 800 000 e 1 milione di franchi per consentire il restauro e l'allestimento degli edifici dell'hotel de Rohan. Sebbene la direzione dell'École des chartes avesse rinunciato, l'11 novembre 1928, alla proposta di trasferirsi nell'Hôtel de Rohan, si rimase al progetto di risanamento edilizio esaminato dalla Commission des Monuments Historiques, ovvero il restauro dell'involucro, la ricostruzione dello scalone piccolo e grande e la ristrutturazione degli appartamenti al primo piano. Non si trattava di riqualificare il piano terra, ovvero quella che un tempo era la famosa biblioteca assemblata dal cardinale Armand-Gaston de Rohan.
Il restauro venne eseguito, con esemplare fedeltà, dall'architetto Robert Danis, che restaurò in particolare ex novo, il grande scalone, che la stamperia nazionale aveva fatto demolire per allestire gli uffici.
Il palazzo ristrutturato venne inaugurato il 30 maggio 1938 dal Presidente della Repubblica Albert Lebrun.
L'importanza delle nuove superfici ottenute nel rinnovato edificio non cessò di suscitare l'invidia di altri servizi statali: il Ministero delle finanze e quello della marina mercantile. Tuttavia, la proposta di legge sugli archivi notarili costituiva un solido argomento per accogliere un nuovo servizio, che potesse occupare integralmente i locali. Questo era il Minutier des notaires de Paris central, installato nell'Hôtel de Rohan nel 1932.
Tutti gli ex locali di servizio dell'hotel, in particolare le scuderie, intorno alla Cour des Chevaux du Soleil, furono poi dotati di scaffali, per accogliere i vecchi verbali dei notai parigini.
La rimozione e il ricovero, nel settembre 1939, nelle cantine del Pantheon, dei principali elementi del XVIII secolo dell'Hôtel de Rohan, dove rimasero fino al 1946, ha consentito, oltre al loro salvataggio durante la guerra, di garantire il loro restauro (tra l'altro per quanto riguarda le decorazioni del soggiorno delle Scimmie) e il loro sviluppo nel risultato di oggi.
Dopo la seconda guerra mondiale, numerosi ampliamenti e modifiche sono stati pianificati dai successivi direttori generali degli Archives de France, senza mai interessare il sito urbano costituito dai due hotel e dal loro giardino centrale.
Su richiesta di Charles Braibant, l'architetto Charles Musetti fu così chiamato a costruire un blocco di negozi lungo il giardino, integrando il progetto incompiuto degli architetti della monarchia di luglio.
Ha poi costruito, tra il 1962 e il 1968, su richiesta di André Chamson, due ali ad angolo basso che uniscono l'Hôtel de Rohan all'Hôtel de Jaucourt da poco acquisito. Infine, ha dotato l'Archivio anche della prima attrezzatura tecnica essenziale: laboratorio fotografico e laboratorio di microfilm, all'angolo delle rue Vieille-du-Temple e Quatre-Fils.

## Architettura

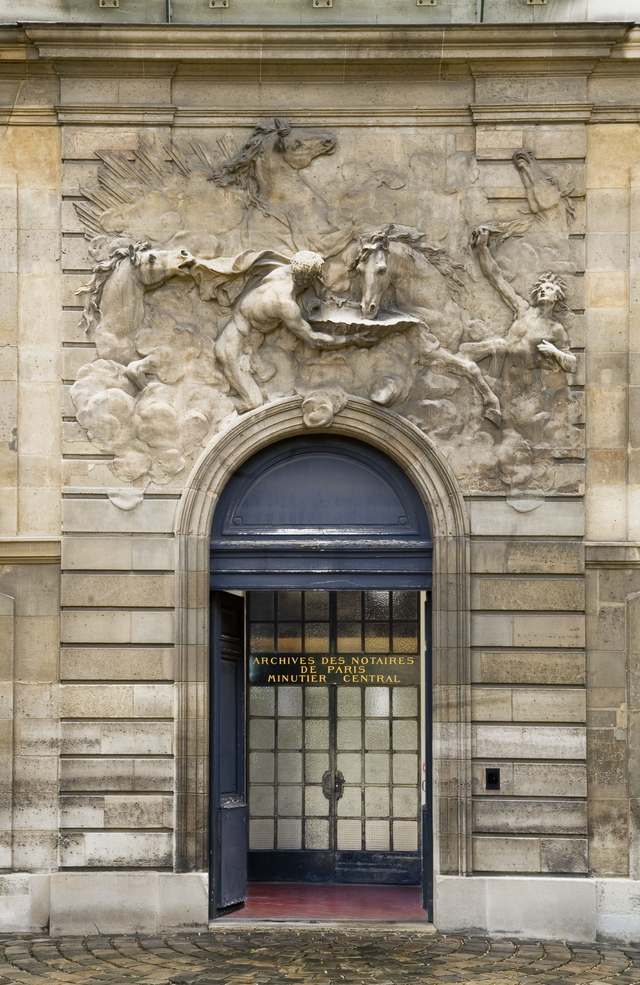
Robert Le Lorrain, I cavalli del sole

### Le facciate
Per la realizzazione della facciata sul giardino dell'hotel, a ovest, l'architetto Pierre Alexis Delamair scelse, dopo qualche esitazione, un'opera molto classica. Optò per la soluzione più maestosa, con uno sviluppo su tredici campate e tre livelli, un fronte centrale colonnato, tre campate ad arco, sormontate da un frontone triangolare.
Le due campate alle estremità sono leggermente arretrate per dare più rilievo a questa lunga facciata.
La scultura decorativa fu affidata agli stessi artisti che lavorarono all'Hôtel de Soubise.
Sul lato del cortile principale, l'edificio presenta una facciata più stretta e sobria, inquadrata ai lati da edifici di servizio, sormontati da un attico. L'asse di questa facciata sul cortile ha la particolarità di essere compensato verso sud rispetto a quello della facciata sul giardino, più sviluppata, per far posto nel cortile delle scuderie, sul lato nord del cortile d'onore. La stessa particolarità si ritrova all'Hotel Salé, oggi Museo Picasso, costruito qualche anno prima.

#### Dipendenze
A poco a poco, il cardinale realizzò il suo progetto che doveva avere ampi spazi per le sue scuderie, le tettoie e i servi. Le case furono acquistate e rase al suolo, dal 1714 al 1736, per consentire la costruzione di un grande cortile stabile a pianta quadrata, anch'esso progettato da Delamair, poi un secondo cortile più piccolo, con un cancello che si apriva su rue des Quatre-Fils.
Per la porta principale delle scuderie, traforata tra due abbeveratoi, l'architetto propose un motivo monumentale di ispirazione mitologica ed estetica di Versailles: un grande altorilievo dello scultore Robert Le Lorrain sottilmente integrato nelle linee della costruzione e che rappresenta i servi di Apollo che vengono a dissetare i loro cavalli del carro del Sole dopo la loro ardente corsa.
Questo capolavoro sembra di poco successivo ai primi lavori del palazzo, tra il 1731 e il 1738.

### Arredamento d'interni
Fu sotto il secondo cardinale de Soubise che furono decorati gli appartamenti del Palais de Rohan come li possiamo ammirare oggi.
Questi lavori furono eseguiti, tra il 1749 e il 1752, sotto la direzione di Pierre-Henri de Saint-Martin, suo architetto designato. Il pianterreno non ha conservato nulla dell'antico arredo. L'ampio e allungato vestibolo ovale porta a un salone quadrato che si affaccia sul giardino sul retro, a un'antica scala di servizio a sinistra, e al maestoso scalone principale ristrutturato a destra.

#### Saloni al primo piano
Gli ampi appartamenti al primo piano comprendono un antibagno con cinque finestre, un tempo ornato da undici ritratti. Questa stanza non ha conservato nulla della sua vecchia decorazione, come la stanza successiva. Tuttavia, in tempi moderni, questi due locali sono decorati con dieci arazzi di Aubusson su soggetti cinesi (caccia, pesca, contadini) tessuti dai cartoni di François Boucher.
La stanza successiva, che fungeva da sala da pranzo, era arredata con dipinti a grisaille di Paolo Antonio Brunetti, simili a quelli dello scalone del Palais Soubise, e di cui nulla è stato conservato.
Si entra quindi nella sala della compagnia o della musica, il cui arredamento risale al secondo cardinale (1750-1751). Sono state conservate solo poche opere in legno intagliato bianco e oro. Attraverso una porta, in fondo alla sala, si entra nel piccolo appartamento, più basso nel soffitto e illuminato dal cortile. Comprendeva un guardaroba e un piccolo disimpegno, comunicante con la scala di servizio, entrambi oggi sostituiti da un vano quadrato che dà accesso alla camera del cardinale.
Questa stanza è adornata da un bellissimo specchio da camino e da un trumeau tra le finestre. Le porte sono vecchie e due dipinti di Boucher, restituiti al Louvre nel 1911, si trovavano sopra la porta. Accanto alla camera da letto, uno studio e un portacarte, serviti da un corridoio e da una scala nascosta tuttora esistente, costituiscono un unico ambiente dove è stata sistemata le boiserie verde e oro delle Esopo, provenienti dai piccoli appartamenti del Palais Soubise.
La fila sul lato giardino termina con il famoso Cabinet des singes, anch'esso decorato nel 1749-1750. Ha perso la sua canna fumaria, oggi sostituita da una vecchia canna fumaria proveniente dalle demolizioni parigine. I suoi magnifici pannelli, compresa la porta d'ingresso, vennero dipinti dal grande ornamentalista Christophe Huet. Ci sono scene di campagna in cui i cinesi tradizionali si divertono e giocano a giochi molto occidentali (La Chandelle o Le Colin-Maillard per esempio). Il resto della decorazione è fatto di volute fiorite con uccelli, insetti e scimmie, che hanno dato il nome a questo capolavoro di decorazione sotto Luigi XV.

#### Saloni al piano terra
Nulla è stato conservato dell'arredamento originale dell'hotel, realizzato nel 1750. L'architetto collocò al centro della facciata del cortile il vestibolo d'ingresso con, a sinistra entrando, una piccola scalinata, e a destra, a nord, lo scalone principale, addossato al cortile delle scuderie. Sul giardino si affacciavano cinque grandi sale comunicanti, le tre più a nord delle quali erano occupate dalla biblioteca.
Un accordo tra il Ministero della Cultura, la Banque de France e il World Monuments Fund, in qualità di patrono, accordo firmato il 12 luglio 2011, progettò di risistemare i set della Cancelleria di Orleans dopo il restauro. Nel 2015, una mostra all'Hôtel de Soubise ha presentato al pubblico questo sito.
Queste decorazioni renderanno l'Hôtel de Rohan un notevole patrimonio e insieme storico, mostrando, con l'adiacente Hôtel de Soubise l'arte di vivere francese del XVIII secolo. L'edificio verrà riaperto al pubbòico nel 2022.

## Galleria d'immagini

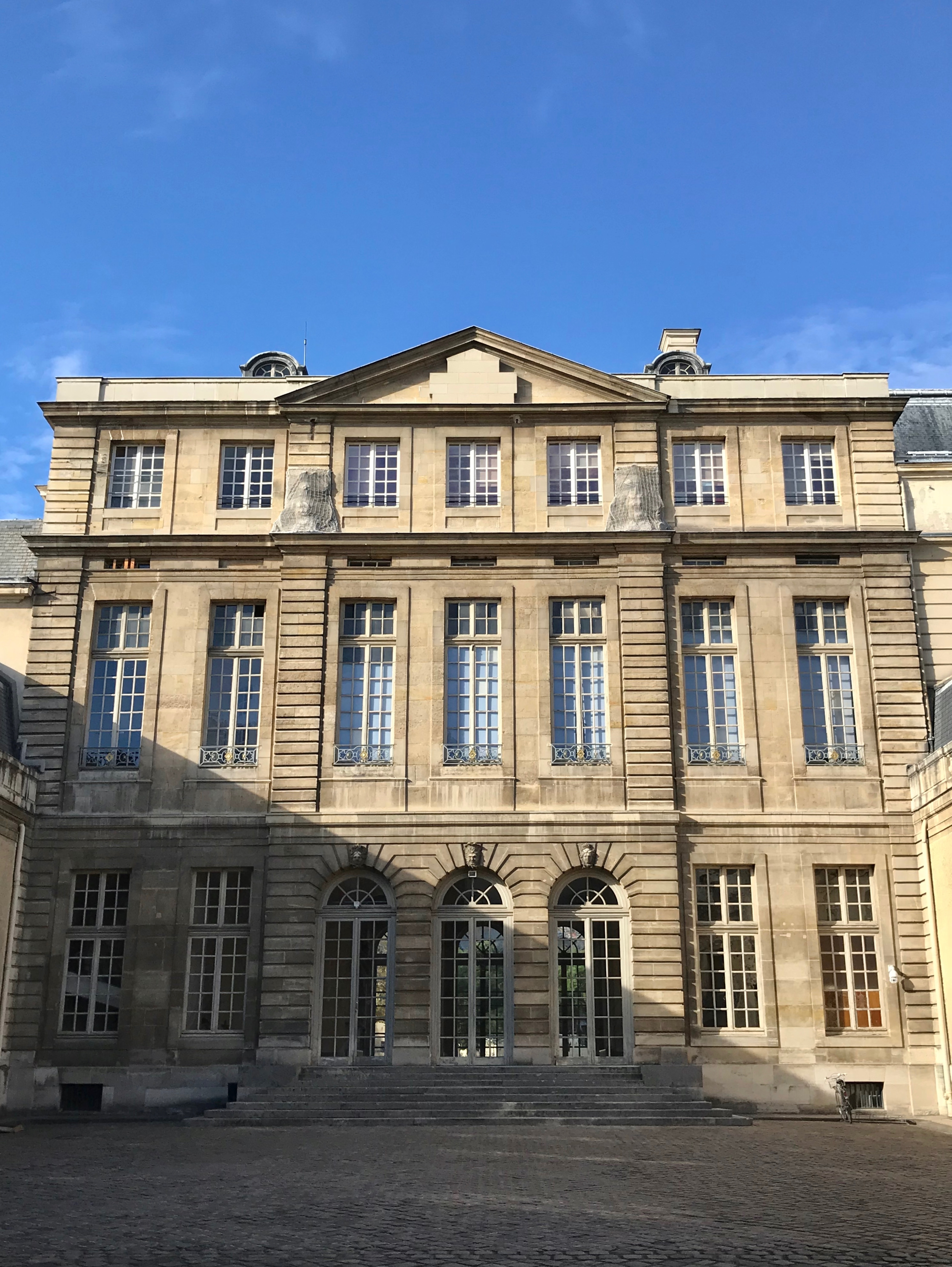
Facciata su cortile
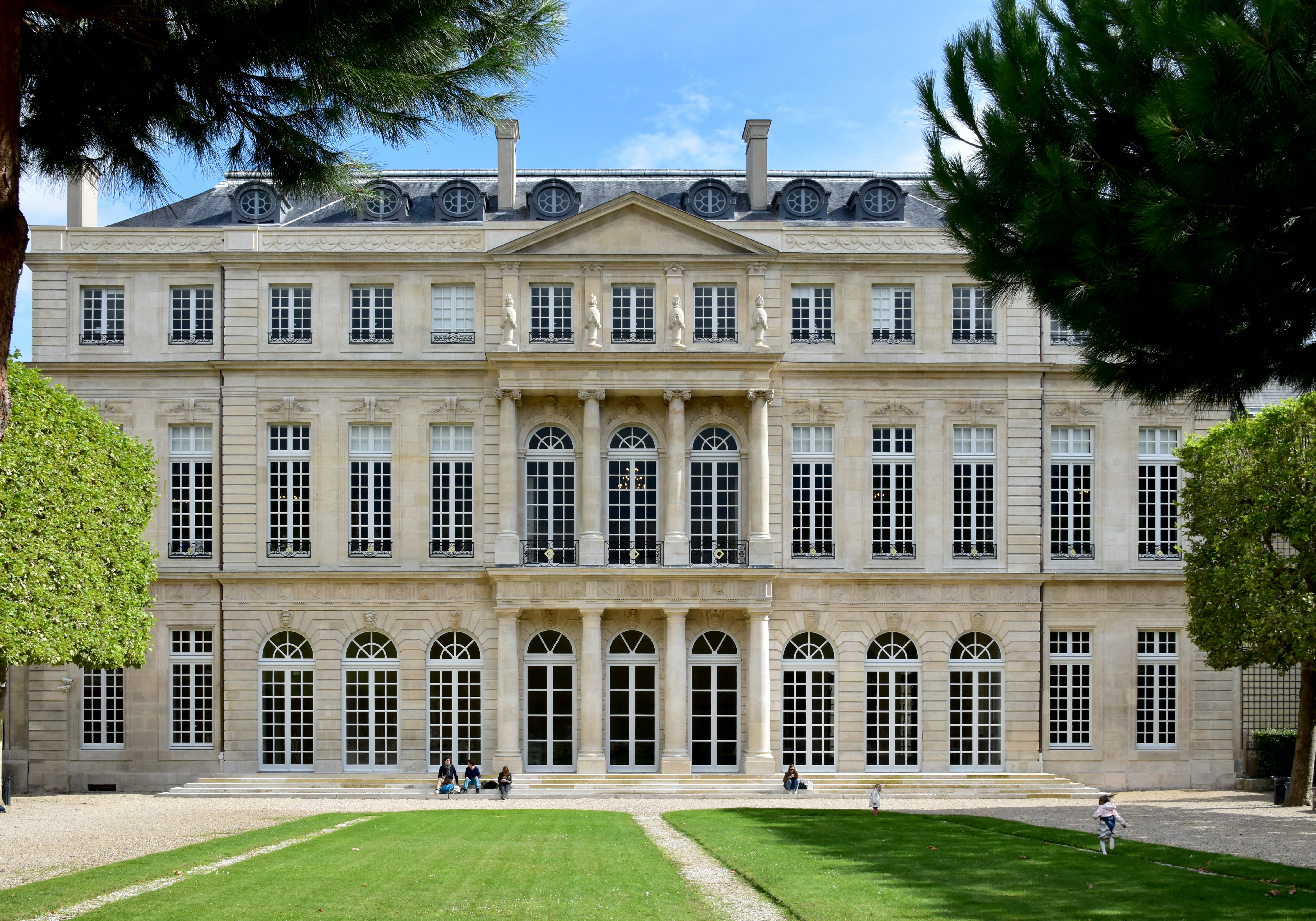
Facciata sul giardino
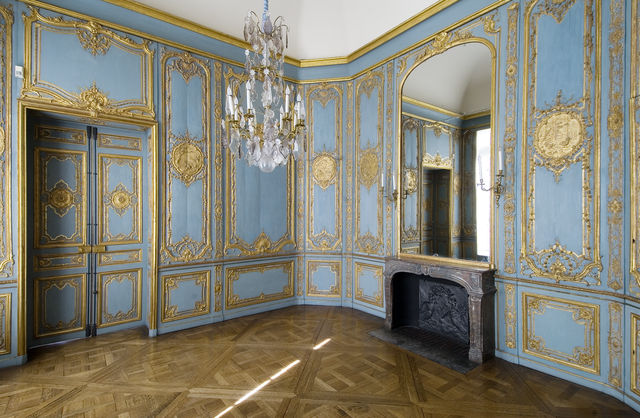
Gabinetto delle favole
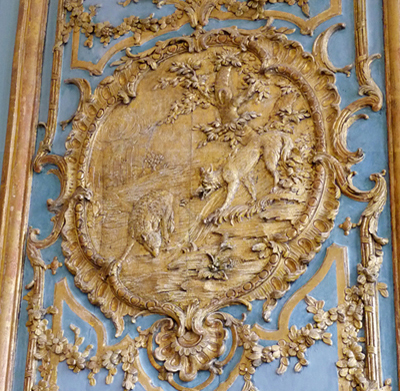
Gabinetto delle favole. Particolare della lavorazione del legno, "Il lupo e l'agnello", negli appartamenti dei figli del principe
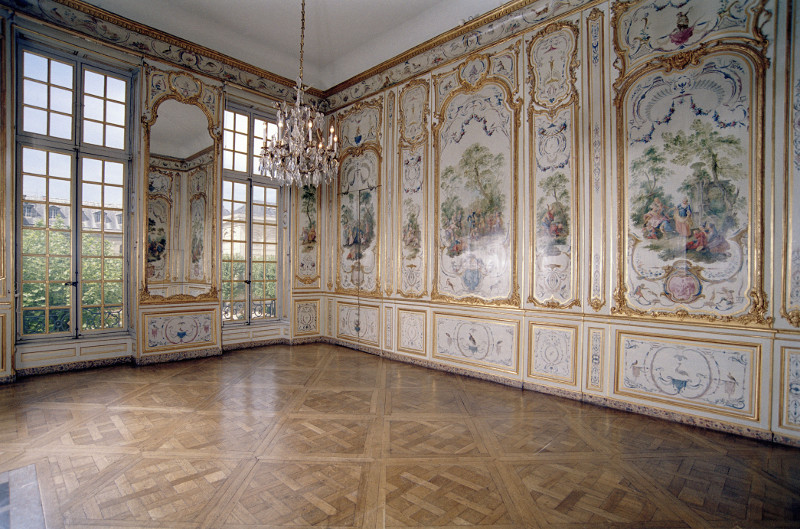
Sala delle scimmie
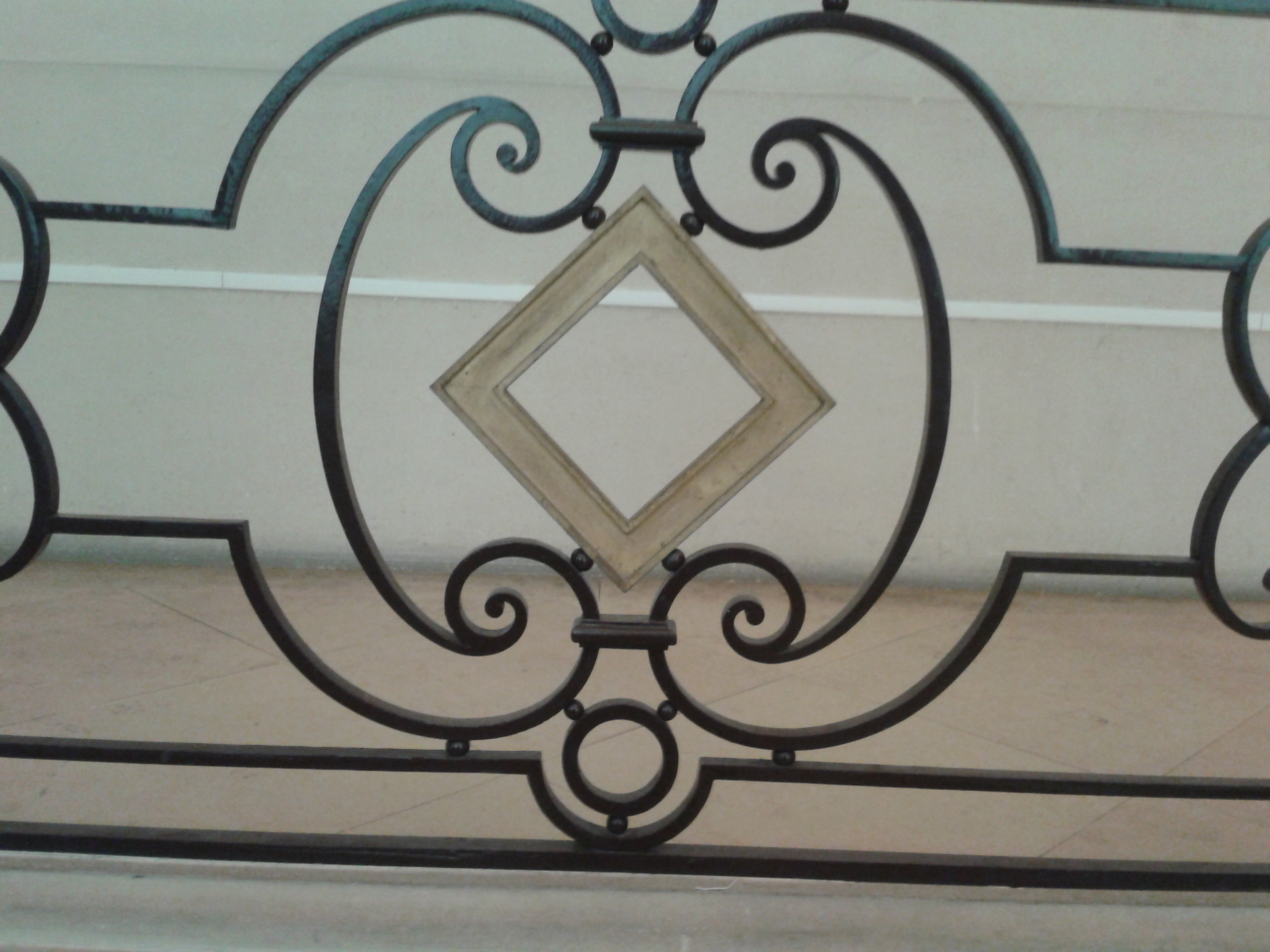
Balaustra della scala principale che rappresenta un "gemello" (mobile araldico che appare tra le braccia di Rohan).